# Erkan Arıkan

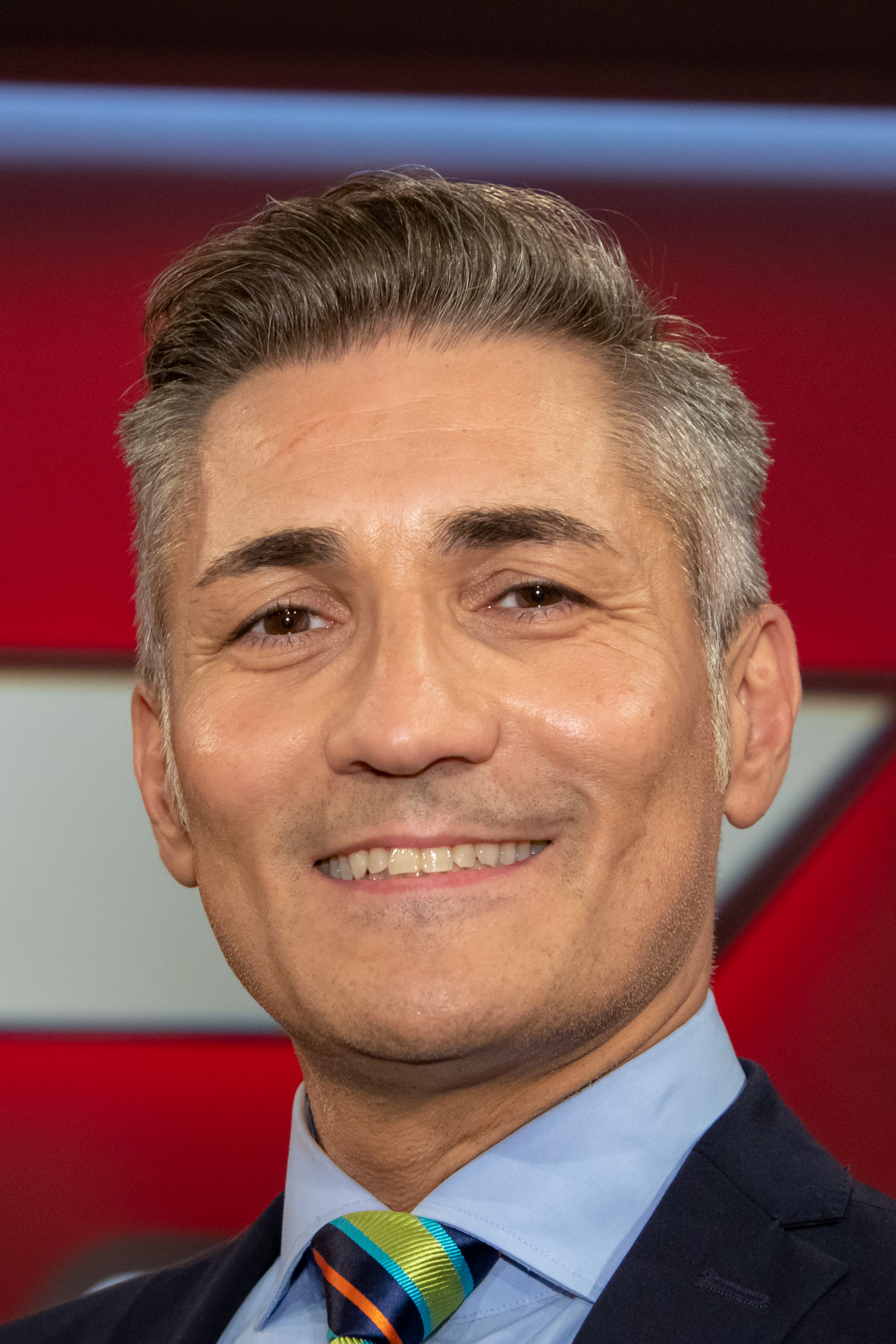
Erkan Arıkan (2018)

Erkan Arıkan (* 13. Februar 1969 in Bandırma, Türkei) ist ein deutscher Fernsehmoderator und leitet seit November 2018 die Türkisch-Redaktion der Deutschen Welle.

## Leben
1970 zog er als Einjähriger mit seinen Eltern, damals so genannten Gastarbeitern, nach Deutschland. Während eines Studiums der Rechtswissenschaften an der Freien Universität Berlin war Arıkan zunächst Redakteur und Moderator bei dem privaten Hörfunksender Kiss FM, danach begann er als verantwortlicher Redakteur beim Satiremagazin Nachschlag. Nach einem Volontariat bei n-tv folgten Tätigkeiten als Nachrichtenredakteur und Moderator bei dem Sender. Erkan Arikan war im Januar 2001 der erste türkischstämmige Nachrichtenmoderator im deutschen Fernsehen.
2004 schloss er das Teilzeitstudium Journalisten-Weiterbildung am Journalistenkolleg der FU Berlin ab. Er wurde Redaktionsleiter der türkischen Redaktion im Funkhaus Europa des WDR. Von Mitte Januar 2008 bis Ende 2012 arbeitete er als Redakteur bei ARD-aktuell in Hamburg. Unter anderem nahm er bei dem Fernsehsender tagesschau24 verschiedene Tätigkeiten wahr.
Zuvor war er auch als Moderator von Diskussionen auf dem öffentlich-rechtlichen Fernsehsender Phoenix zu sehen. Daneben war er u. a. in der ARD-Sendung Presseclub zu sehen.

## Werke
- mit Murat Ham: Jung, erfolgreich, türkisch. Ein etwas anderes Porträt der Migranten in Deutschland. Ehrenwirth, Bergisch Gladbach 2009, ISBN 978-3-431-03788-3.